# العلاقات البلغارية الدومينيكانية
العلاقات البلغارية الدومينيكانية هي العلاقات الثنائية التي تجمع بين بلغاريا وجمهورية الدومينيكان.

## مقارنة بين البلدين
هذه مقارنة عامة ومرجعية للدولتين:
| وجه المقارنة                                              | بلغاريا                                                                             | جمهورية الدومينيكان |
| --------------------------------------------------------- | ----------------------------------------------------------------------------------- | ------------------- |
| المساحة (كم2)                                             | 110.99 ألف                                                                          | 48.67 ألف           |
| عدد السكان (نسمة)                                         | 7.08 مليون                                                                          | 10.40 مليون         |
| الكثافة السكانية (ن./كم²)                                 | 63.79                                                                               | 213.68              |
| العاصمة                                                   | صوفيا                                                                               | سانتو دومينغو       |
| اللغة الرسمية                                             | اللغة البلغارية                                                                     | اللغة الإسبانية     |
| العملة                                                    | ليف بلغاري                                                                          | بيزو دومنيكاني      |
| الناتج المحلي الإجمالي (بليون دولار)                      | 56.83 مليار                                                                         | 75.93 مليار         |
| الناتج المحلي الإجمالي (تعادل القوة الشرائية) بليون دولار | 130.99 مليار                                                                        | 149.89 مليار        |
| الناتج المحلي الإجمالي الاسمي للفرد دولار أمريكي          | 8.03 ألف                                                                            | 6.47 ألف            |
| الناتج المحلي الإجمالي للفرد دولار أمريكي                 | 17.21 ألف                                                                           | 13.26 ألف           |
| مؤشر التنمية البشرية                                      | 0.782                                                                               | 0.715               |
| رمز المكالمات الدولي                                      | +359                                                                                | +1809، +1829، +1849 |
| رمز الإنترنت                                              | .bg، .бг ‏                                                                           | .do                 |
| المنطقة الزمنية                                           | ت ع م+02:00، ت ع م+03:00، أوروبا/صوفيا ‏، توقيت شرق أوروبا، توقيت شرق أوروبا الصيفي ‏ | 00                  |

## منظمات دولية مشتركة
يشترك البلدان في عضوية مجموعة من المنظمات الدولية، منها:
| علم المنظمة | اسم المنظمة                        | تاريخ انضمام بلغاريا | تاريخ انضمام جمهورية الدومينيكان |
| ----------- | ---------------------------------- | -------------------- | -------------------------------- |
|             | الاتحاد البريدي العالمي            | ?                    | ?                                |
|             | يونسكو                             | 17 مايو 1956         | 4 نوفمبر 1946                    |
|             | البنك الدولي للإنشاء والتعمير      | 25 سبتمبر 1990       | 18 سبتمبر 1961                   |
|             | منظمة التجارة العالمية             | 1 ديسمبر 1996        | ?                                |
|             | وكالة ضمان الاستثمار متعدد الأطراف | 23 سبتمبر 1992       | 7 مارس 1997                      |
|             | منظمة الشرطة الجنائية الدولية      | ?                    | ?                                |
|             | مؤسسة التمويل الدولية              | 22 يوليو 1991        | 31 أكتوبر 1961                   |
|             | الأمم المتحدة                      | 14 ديسمبر 1955       | 24 أكتوبر 1945                   |
|             | منظمة حظر الأسلحة الكيميائية       | ?                    | ?                                |

## وصلات خارجية
- موقع وزارة الخارجية البلغارية